# Luca Ferro
Luca Ferro (né le 28 août 1978 à Savone, en Ligurie, Italie) est un footballeur italien évoluant au poste de gardien de but.

## Biographie
Après des débuts en 1997 au Genoa, où il évolue comme gardien de but remplaçant, Luca Ferro est prêté à Arezzo, puis à Mestre. En 2004, il quitte Gênes et l'Italie pour la Suisse. Il a longtemps joué au FC La Chaux-de-Fonds avant de rejoindre le Neuchâtel Xamax FC pour la saison 2008-2009. Titularisé une première fois en Coupe de Suisse face à Lausanne durant sa première saison, il réalise un très bon match et qualifie son équipe pour le prochain tour. Victime de problèmes au dos, il est petit à petit relégué entre le banc et l'infirmerie. Titularisé pour la première fois en Super League le 23 avril 2009 face à Young-Boys, Luca participe à la bonne prestation de son équipe et sera donc aligné à chaque match ensuite. Matchs ou il multipliera les arrêts décisifs, notamment face à Sion, le 16 mai 2009.
Pour la saison 2010-2011, en raison de petits problèmes de santé, son club engage en tant que gardien remplaçant, le Français Jean-François Bédénik, de Boulogne-sur-Mer. Mais Luca revient vite sur le devant de la scène, et réalise une fois encore de grands matchs, notamment à Berne une fois encore, face au BSC Young Boys le 14 août 2010, où il rend une copie vierge.
Il met un terme à sa carrière en février 2013 et devient entraîneur des gardiens de Neuchâtel Xamax et du FC Bienne, où il remplace Romain Crevoisier.

## Anecdotes
Luca est connu pour être particulièrement spectaculaire, fantasque et provocateur. Lors d'un match face à Sion, alors que les spectateurs lui lançaient divers objets, il s'est saisi d'un paquet de chewing-gum tombé à ses pieds, en a sorti un du paquet et l'a mis dans sa bouche non sans avoir remercié le public adverse, particulièrement irrité. A Lucerne, en 2010, sous un déluge de gobelets de bières, Luca s'est penché pour en ramasser un et boire le fond.
Après ses plus beaux arrêts, il n'hésite jamais à exulter comme un buteur qui aurait marqué. A Sion, en 2010, à la 95e minute il effectue une parade proprement surréaliste alors que tout le stade levait déjà les bras. Dans la stupeur générale, Luca s'est mis à bondir de joie et de fierté en serrant le poing, au grand dam des supporters locaux qui voyaient la victoire s'échapper. Au terme du match Luca Ferro confiait "C'est tout simplement ma nature. Comme je vous l'avais dit cet été, un gardien a le droit de fêter quand il a réussi un truc intéressant. Il passe tellement de temps à s'ennuyer et à regarder les gens dans les tribunes... Là, j'ai tout de suite compris que j'avais réalisé quelque chose d'assez incroyable, sans me poser de questions. Et cela nous a permis d'arriver à ce 1-1, au même titre que mes deux face-à-face remportés précédemment dans le match.